# Hjältar, som bedjen
Hjältar, som bedjen är en fosterländsk hymn för manskör med text av Carl Wilhelm Böttiger och musik av Otto Fredrik Tullberg. Sången skrev för Gustav Adolfsjubileet 1832 och sjungs vid firandet av Gustav II Adolfs minne den 6 november.
Den har framförts av Allmänna Sången vid körens sångarhyllning vid obelisken i Odinslund på Gustav Adolfsdagen fram till och med 2004. Eftersom den ansågs omodern och krigisk slutade man och ersatte den med andra sånger, bland annat Till Österland vill jag fara.